# Sztaroszta
A sztaroszta (cirill: староста) szláv eredetű szó, jelentése elöljáró. A szlávok történetében gyakran megjelenő megnevezésnek az idős, koros jelentésű старый az alapszava, és a vezetők senior-elvű kiválasztásának jele. Ukrajnában a 2014-2015-től létrehozott községek kerületeinek élén áll sztaroszta.

## Története
A korai középkortól a 20. század elejéig Kijevi Ruszban, majd később Oroszországban a parasztközösségek (obscsina) választott vezetőjét nevezték így.

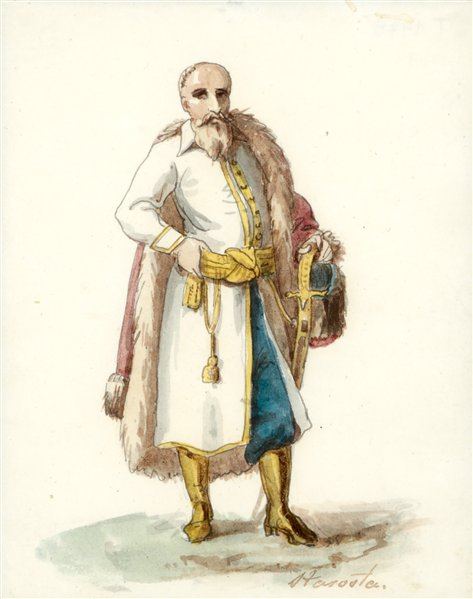
Kanuty Rusiecki: Stárosta (1823)

Lengyelországban a 14. századtól az ország harmadik felosztásáig (1795) háromféle királyi tisztviselőt neveztek így:
- Starosta generalny – közigazgatási egység általános képviselője és felelőse;
- Starosta grodowy – megyei szintű tisztviselő, a bűnüldöző és végrehajtó hatalom (rendőrség és bíróság) felügyelője, valamint az állami vámok felelőse;
- Starosta niegrodowy – a koronabirtokok felügyelője.

1999-től Lengyelországban a járás közigazgatás vezetője, akit a járási önkormányzat nevez ki.
A Habsburg Birodalom Galícia és Bukovina tartományaiban a kerületi (okruh) közigazgatás felügyelője.
Sztarosztának nevezik bizonyos ortodox közösségek és az artel (артель) nevű gazdasági egyesülések vezetőit is.
A történelmi Magyarországon a Felvidéken (Felföld), a szlovák nyelvterületeken volt használatos, mind az öreg (bölcs), mind a vezető jelentésben. Jelenleg Szlovákiában és Csehországban a polgármester címe (a nagyobb városokban azonban primátornak nevezik a polgármestert).[forrás?]
A kárpátaljai ruszinok és a lengyelek körében az esküvői szertartásmestert is sztarosztának nevezik. Ez a szokás Észak-Erdélyben is elterjedt, annak román és román többségű területein az esküvői vőfélyt értik alatta, aki tréfás megjegyzéseivel biztatja a lakodalmasokat az ajándékozásra és pénzadományozásra.

## Ukrajna
Ukrajnában a 2020-as közigazgatási reformot megelőzően jelent meg a sztaroszta tisztség. 2014-2015-ben kezdődött el a községek megszervezése a települések önkéntes társulása alapján. A nagyobb községekben a helyi tanácsok döntése alapján opcionálisan kisebb egységek kijelölésére van mód. Ezeket az egységeket sztarosztai kerületnek hívják. Az intézmény funkciója, hogy a községekben a kisebb települések érvényesíteni tudják a helyi lakosság érdekeit. A sztarosztai kerület élükön a sztaroszta áll. A sztarosztáknak a községi tanács vagy annak végrehajtó bizottsága szélesebb jogköröket is adhat, amelyekkel a helyi közigazgatást támogatják. A sztaroszták működését Ukrajna Helyi közigazgatásról szóló törvényének 54. cikke szabályozza. 2024-től a városi községek nem hozhatnak létre szatosztai kerületeket, erre csak a falusi és települési községeknek van joguk. 2023 októberi állapot szerint Ukrajnában 7567 sztarosztai kerület volt kijelölve, de csak 7482 sztaroszta működése volt jóváhagyva.